# Велика Білка
Вели́ка Бі́лка — село в Україні, у Лановецькій міській громаді Кременецького району Тернопільської області. Розташоване на річці Піскарка, на півдні району. До 2020 підпорядковане Малобілківській сільській раді.
Біля села були хутори Шандрук, Середницький, Бумя (нині незаселені). Є залізнична станція на лінії Тернопіль-Шепетівка.
Населення — 180 осіб (2001).

## Історія
БІЛКА, село Крем'янецького пов., Вишгородська волость, над р. Піскоркою, 45 км. від Крем'янця. В кінці 19 ст. було там разом з Мартинівцями 97 дом., 789 жителів, 61 рим.-кат. і 18 жидів. Саме село Білка мало 51 домів, 437 жителів. Церква дерев'яна з 1773 р. на місці старшої (на старих вже закритих могилках). В 1430 р. с.Білка з іншими селами було надане вел. кн. Свидригайлом Іванові Мокосієвичеві (Архів ч. 7, ст. І, ст. 5 і 6). В 1583 р. належало до маєтків у Вербівцях кн. Михайла Вишневецького, котрий платив з Білки за 5 домів 4 город. Пізніше перейшло до Мнішків, а від них до Ледерса Веймарк. В 1888 р. належить до Лєонтєвих, а в кінці 19 ст. до Федорова. Від 1886 р. школа церк. прих. Згідно з переписом 1911 р. було там 479 жителів, водяний млин, кооператива (О.Цинкаловський Стара Волинь і Волинське Полісся, том. 1 стор.99, Вінніпег, Канада, 1984), (інформація: Гаврада Т.М.).
Перша писемна згадка — 1430, згідно із «Статистическими описаниями» М. Теодоровича — володіння І. Мокосієвича.
1618 Велику Білку спалила татарська орда.
Наприкінці 17 століття село потерпіло від нашестя сарани.
Не раз виникали епідемії чуми та холери.
Від 1927 діяли «Просвіта», бібліотека.
На 1936 рік село входило до ґміни Вишгородок Кременецького повіту.
12 червня 2020 року, відповідно до розпорядження Кабінету Міністрів України № 724-р «Про визначення адміністративних центрів та затвердження територій територіальних громад Тернопільської області» увійшло до складу Лановецької міської громади.
19 липня 2020 року, в результаті адміністративно-територіальної реформи та ліквідації Лановецького району, село увійшло до складу Кременецького району.

## Пам'ятки
- церква Різдва Пресвятої Богородиці (1773, дерев'яна, ПЦУ).
- капличка (1910).

Пам'ятники:
- Насипана козацька могила (17 століття),
- споруджено пам'ятник полеглим у німецько-радянській війні воїнам-односельцям (1973).

## Соціальна сфера
Діє загальноосвітня школа І ступеня.
З 2012-2013 навчального року школа не діє.

## Галерея

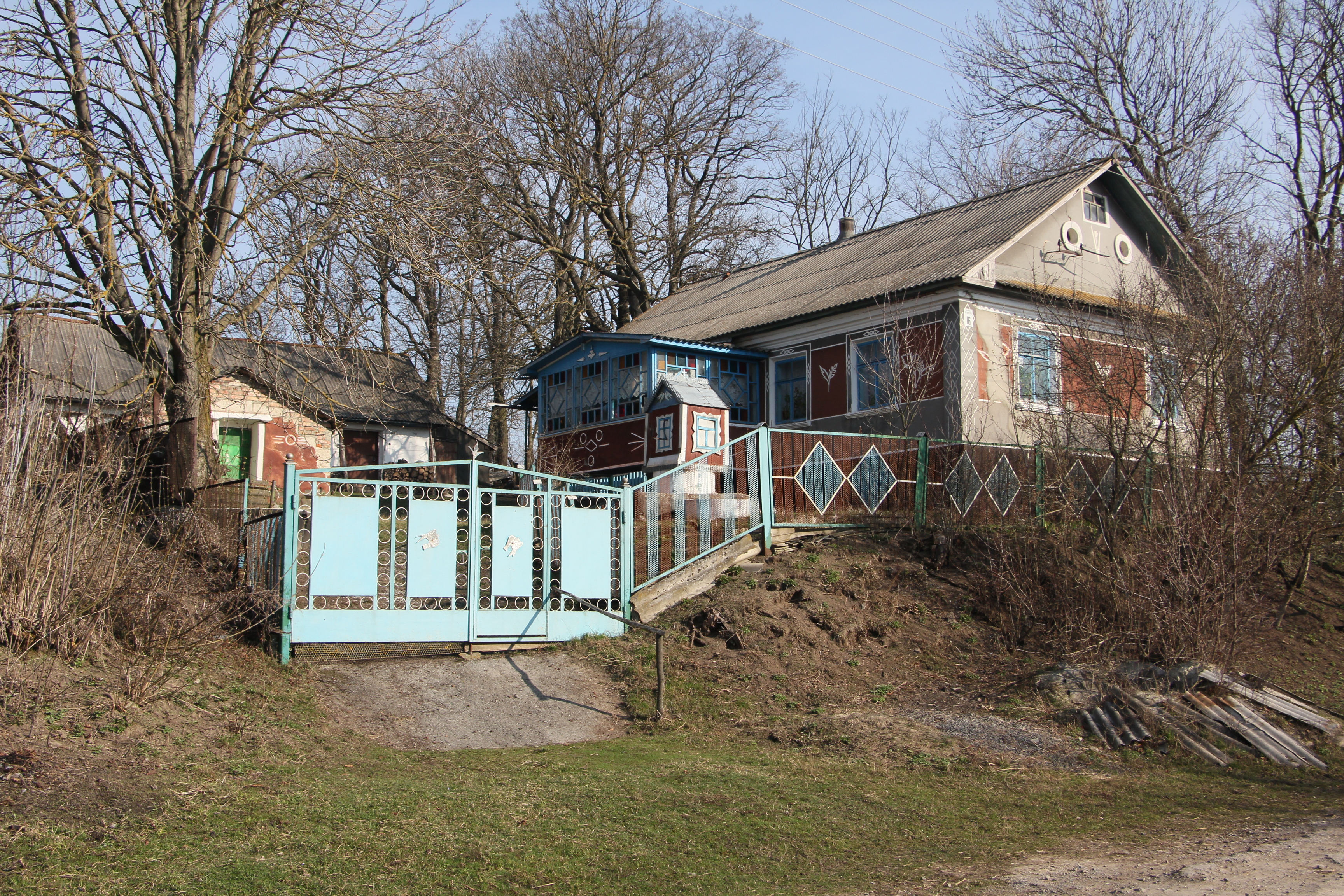
Хата в селі
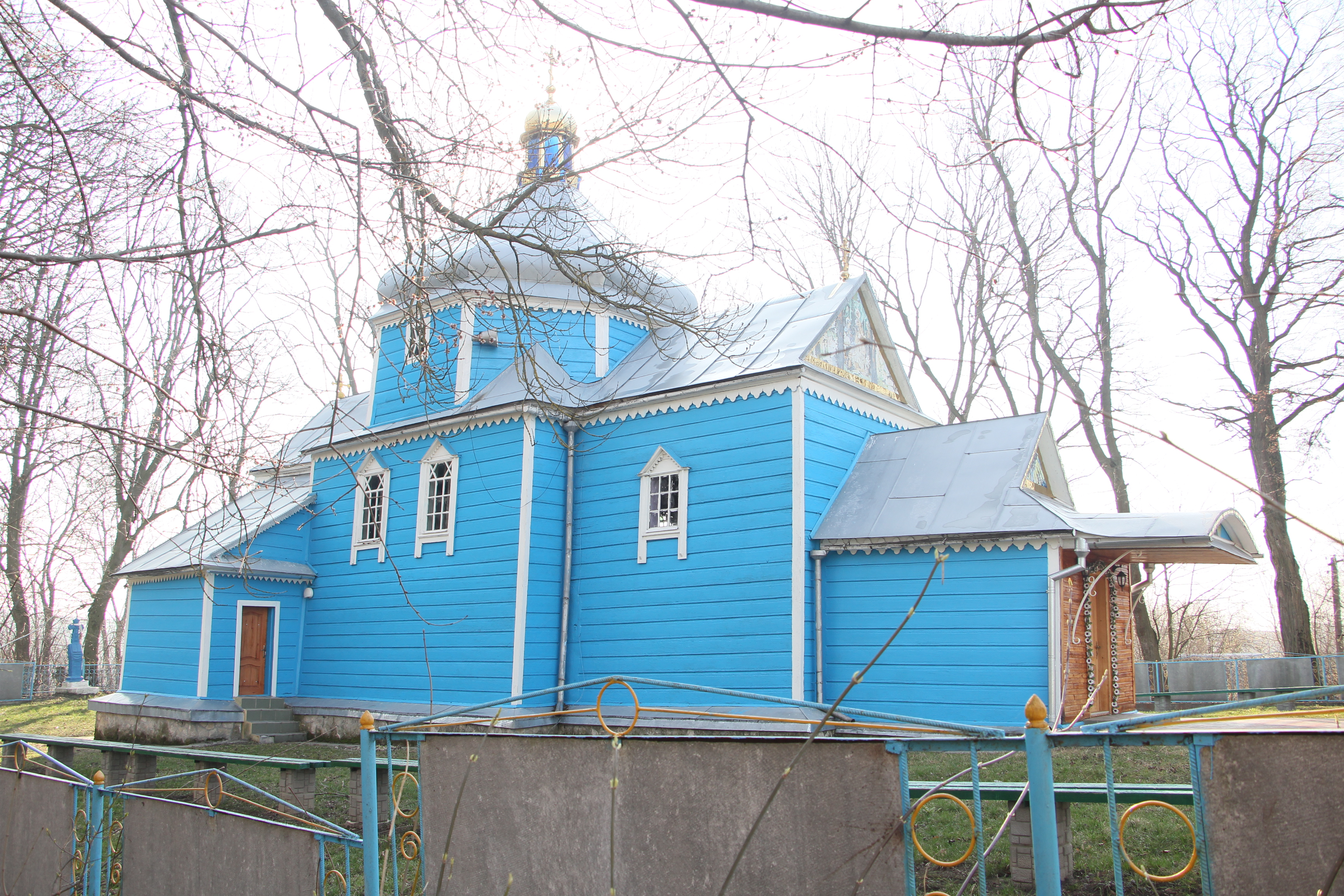
Дерев'яна церква
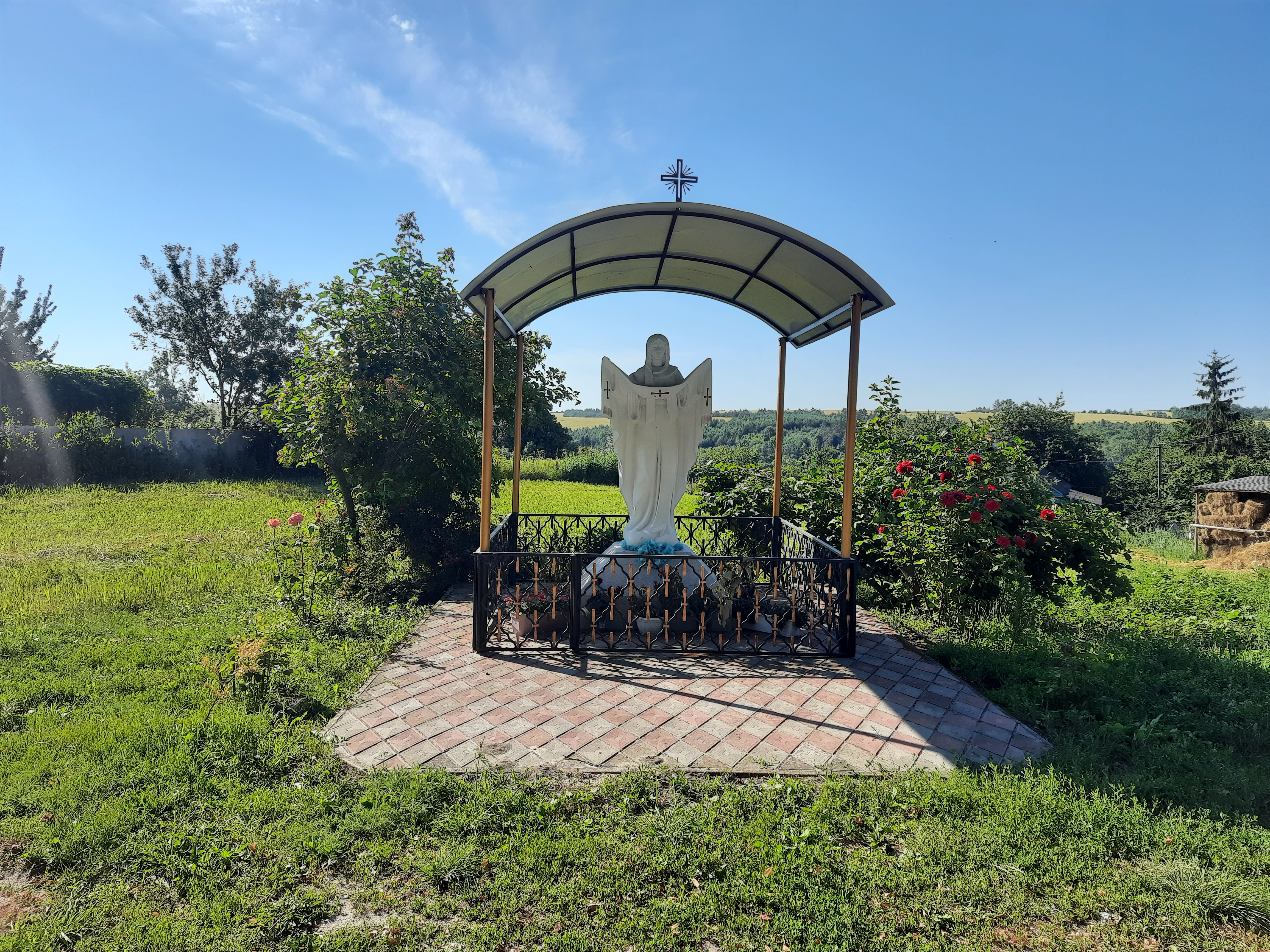
Статуя Божої Матері